# Storrsia
Storrsia is een monotypisch geslacht van straalvinnige vissen uit de familie van zandsterrenkijkers (Dactyloscopidae).

## Soort
- Storrsia olsoni Dawson, 1982